# Девятый Вал (Приморский край)
Девя́тый Вал — посёлок в Надеждинском районе Приморского края, входит в состав Тавричанского сельского поселения.

## География
Посёлок находится на берегу Амурского залива, западнее левого берега Тавричанского лимана, на расстоянии 16 км к западу от села Вольно-Надеждинское, административного центра района, и 53 км к северо-западу от города Владивосток, административного центра края.

## Население
| 2002 | 2004 | 2005 | 2008 | 2010 |
| ---- | ---- | ---- | ---- | ---- |
| 778  | ↘777 | ↘770 | ↗773 | ↘658 |

## Улицы
| - ул. АТЭК, - ул. Девятый Вал, - ул. Зелёная, - ул. Лазо, - ул. Ленина, | - ул. Морская, - ул. Набивайло, - ул. Новая, - ул. Садовая, - ул. Щелкунова. |